# Thomas Gadsden
Thomas Gadsden (* 1757; † 4. November 1791) war ein US-amerikanischer Offizier in der Kontinentalarmee und Politiker der Province of South Carolina.

## Werdegang
Über Thomas Gadsden sind nicht viele Informationen überliefert. Er war der Sohn von Brigadegeneral Christopher Gadsden. Thomas diente ab Dezember 1776 bis zum Ende des Amerikanischen Unabhängigkeitskrieges im ersten Regiment von South Carolina. Im Herbst 1780 bekleidete er den Dienstgrad eines Captains. Nach dem Krieg wählte man ihn zum Vizegouverneur von South Carolina. Er hatte die Stellung vom 20. Februar 1787 bis zum 26. Januar 1789 inne. In dieser Funktion nahm er an dem Konvent von South Carolina teil, wo am 23. Mai 1788 die US-Verfassung ratifiziert wurde. Thomas Gadsden starb am 4. November 1791. Bei seinem Tod hatte er noch einen großen Kredit von mehreren Tausend Dollar offen, den sein Vater übernahm und für dessen Rückzahlung er einen Großteil der 1790er Jahre brauchte.